# 潘洙
潘洙（1562年—1620年），字士鼎，號鹏江，福建泉州府晋江县人。明朝政治人物、進士出身。

## 生平
萬曆十六年（1588年）戊子科福建鄉試解元，十七年（1589年）登己丑科進士，授庐州府教谕，十九年辛卯广东分考，二十一年升国子监博士，二十二年移工部都水司主事，榷杭州南关。二十四年差管易州山厂，二十五年改吏部考功司主事，升文选司员外郎、稽勋、考功司郎中，出爲浙江嘉湖兵备道，三十六年升江西右参政，次年丁憂。四十年三月起補浙江右参政，四十三年升广西按察使，四十四年升江西右布政使，四十六年四月升广东左布政使，四十八年卒于官，享年五十九。

## 家族
曾祖潘德政，乡宾。祖父潘宽，乡饮大宾。父潘维城，字光宗，號春江，廪生。母郭氏。伯父潘维岳，號登南，明隆庆元年（1567年）丁卯科福建鄉試第五名，经魁，历官揭阳知县、江西道监察御史、黄州知府。
堂弟潘澜（叔父潘维垣子），字士观，万历三十二年进士，官湖广参政。女潘燕卿，字瑶岛，号冰壶，嫁给苏茂相长子舉人苏文昌，著有《玉兰馆诗草》行世。